# Carlos Luz
Carlos Coimbra da Luz (Três Corações, 4 d'agost de 1894 — Rio de Janeiro, 9 de febrer de 1961) va ser un polític brasiler; diputat federal per Minas Gerais (va ocupar la presidència de la Cambra) i President interí de la República per tres dies, del 8 a l'11 de novembre de 1955. Ha sigut el president del Brasil que va ocupar la cadira presidencial per menys temps.